# Три закона на роботиката
Трите закона на роботиката в научната фантастика са три правила, измислени от Айзък Азимов, на които всеки позитронен робот в неговите разкази трябва да се подчинява. За първи път те се споменават в разказа „Runaround“ от 1942 г.
Тези закони гласят:
| „ | 1. Роботът не може да навреди на човешко същество или чрез бездействие да причини вреда на човешко същество. 2. Роботът трябва да се подчинява на заповедите, получени от човешки същества, освен когато тези заповеди влизат в противоречие с Първия закон. 3. Роботът трябва да защитава съществуването си, освен когато това влиза в противоречие с Първия и с Втория закон. 4. По-късно формулиран от робот Закон № 0: Един робот не трябва да причинява вреда на човечеството или чрез бездействието си да допусне на човечеството да бъде причинена вреда. Към останалите закони се добавя условието: „ако това не противоречи на Нулевия закон.“ | “ |